# Sakura Chirari
Singles de Cute
Wakkyanai (Z)
(2006) Meguru Koi no Kisetsu
(2007)
Sakura Chirari (桜チラリ) est le 1er single « major » et 5e single au total du groupe de J-pop Cute, sorti le 21 février 2007 au Japon sur le label zetima.

## Présentation
Le single est écrit et produit par Tsunku. Il atteint la 5e place du classement Oricon, et reste classé pendant 3 semaines, se vendant à 26 595 exemplaires durant cette période. C'est la première fois que le premier single d'un groupe féminin se classe dans le top 5, et c'est alors aussi le plus jeune groupe (en moyenne d'age de ses membres) à y être entré. 
Sortent aussi une édition limitée du single avec une pochette différente et un livret de photos en supplément, et une version « Single V » (vidéo). Une édition spéciale « event V » sera vendue lors de prestations du groupe.
C'est le premier single major du groupe, après une série de quatre singles indépendants sortis en trois mois à l'été 2006 pour lancer le groupe. C'est aussi son premier single sans Megumi Murakami qui l'a quitté en octobre 2006 ; c'est donc le premier single avec la formation à sept membres.
La chanson-titre figurera sur le 3e album du groupe, 3rd ~Love Escalation!~, qui sort en 2008. Elle sera ré-enregistrée en 2012, sans les deux membres parties entre-temps, pour figurer sur la compilation 2 Cute Shinseinaru Best Album, où figurera aussi la chanson en « face B » du single, Jump.

## Membres
- Maimi Yajima
- Erika Umeda
- Saki Nakajima
- Airi Suzuki
- Chisato Okai
- Mai Hagiwara
- Kanna Arihara

## Titres
Single CD
1. Sakura Chirari (桜チラリ?)
2. Jump (JUMP?)
3. Sakura Chirari (instrumental) (桜チラリ...?)

Single V (DVD)
1. Sakura Chirari (桜チラリ?)
2. Sakura Chirari (Close-up Ver.) (桜チラリ...?)
3. Making Eizô (メイキング映像?)

DVD de l'édition "event V"
1. Sakura Chirari (Close-up Live Ver. at Nihon Seinenkan) (桜チラリ...?)
2. Sakura Chirari (Dance Shot Ver.) (桜チラリ...?)
3. Sakura Chirari TV SPOT (桜チラリ...?)